# Xavier Barcons
Xavier Barcons Jáuregui (L'Hospitalet de Llobregat, 16 luglio 1959) è un fisico e ricercatore spagnolo, direttore generale dell'ESO dal 1º settembre 2017.

## Biografia
Laureato in Scienze fisiche presso l'Università di Barcellona e dottore in fisica statistica presso l'Universidad de Cantabria, ha svolto gran parte della sua attività di ricerca, prima come assistente insegnante ed in seguito come docente. Nel 1993 è entrato a far parte del Consiglio superiore per la ricerca scientifica (CSIC) ed è socio fondatore e primo direttore (1995-1999) dell'Istituto di fisica della Cantabria.
È stato consulente scientifico dell'Agenzia spaziale europea (ESA) e ha partecipato a programmi spaziali dell'ESA come l'osservatorio XMM-Newton. Dal 2001, ha svolto compiti di coordinatore scientifico nella missione (XEUS / ATHENA ). Dal 2004 al 2006 è stato direttore del Programma Nazionale di Astronomia e Astrofisica del Ministero dell'Istruzione e della Scienza, con un ruolo attivo nell'adesione della Spagna all'Organizzazione europea per la ricerca astronomica nell'emisfero australe (ESO), della quale è stato membro del consiglio di amministrazione dal 2007 al 2011.
Le ricerche di Barcons si sono concentrare fondamentalmente sull'astronomia alle lunghezze d'onda dei raggi X, studio di quasar e mezzo intergalattico. Barcons ha avuto un ruolo trainante per studio dell'astronomia a raggi X nel suo paese, la Spagna. Sostenitore dei grandi progetti, negli anni più recenti si è dedicato alla promozione delle grandi missioni osservative ESO tra cui l'Atacama Large Millimeter / submillimeter Array e l'Extremely Large Telescope (ELT). Quest'ultimo è stato definitivamente approvato sotto la sua direzione.
Xavier Barcons è sposato e ha due figli.

## Riconoscimenti
Nel 2018 gli è stato dedicato l'asteroide 327943 Xavierbarcons.
Nel 2020 il Ministero degli Affari Esteri cileno gli ha conferito la Gran Croce dell'Ordine di Bernardo O'Higgins, un importante riconoscimento dello Stato cileno per "l'eccezionale lavoro svolto dai cittadini stranieri nei campi dell'arte, della scienza, dell'istruzione, dell'industria, del commercio o della cooperazione umanitaria o sociale".